# 370er v. Chr.
Portal Geschichte | Portal Biografien | Aktuelle Ereignisse | Jahreskalender | Tagesartikel

◄ |
1. Jahrtausend v. Chr. |

◄ |
5. Jh. v. Chr. |
4. Jahrhundert v. Chr. |
3. Jh. v. Chr. |
►

390er v. Chr. | 380er v. Chr. | 370er v. Chr. |
360er v. Chr. |
350er v. Chr. |
340er v. Chr. |
►

379 v. Chr. |
378 v. Chr. |
377 v. Chr. |
376 v. Chr. |
375 v. Chr. |
374 v. Chr. |
373 v. Chr. |
372 v. Chr. |
371 v. Chr. |
370 v. Chr.

## Ereignisse
- 377 v. Chr.: Gründung des zweiten Attischen Seebundes.
- 375 v. Chr.: Erneuerung des Königsfrieden (Antalkidasfrieden) von 387 v. Chr.
- 371 v. Chr.: Theben siegt gegen Sparta in der Schlacht bei Leuktra und gewinnt die Vorherrschaft in Griechenland.

## Katastrophen
- 373 v. Chr.: Helike und Bura werden durch ein Erdbeben und die darauf folgende Flutwelle völlig zerstört.